# Xã Decoria, Quận Blue Earth, Minnesota
Xã Decoria (tiếng Anh: Decoria Township) là một xã thuộc quận Blue Earth, tiểu bang Minnesota, Hoa Kỳ. Năm 2010, dân số của xã này là 1.104 người.